# Provoke (magazine)
Provoke est un magazine de photographie japonais, fondé en 1968 et disparu en 1969.

## Histoire
En novembre 1968, le premier numéro du magazine japonais Provoke (katakana : プロヴォーク) est publié par les photographes Takuma Nakahira, Yutaka Takanashi, le poète Takahiko Okada ((jp) 岡田隆彦) et le critique et photographe Kōji Taki ((jp) 多木浩二) ,.
Créer un nouveau langage photographique pouvant dépasser les limites de l'écriture est l'ambitieuse mission annoncée dès le lancement de ce magazine de photographie. Son sous-titre « Matériaux provocants pour la pensée (Shiso no tame no chohatsuteki shiryo) » redouble l'affirmation programmatique de rupture d'avec les poncifs de la photographie d'alors.
Malgré sa courte période de publication, le troisième et dernier numéro est publié en août 1969, cette publication d'avant-garde est considérée comme ayant exercé une influence majeure sur la photographie japonaise ,,,.

## Contexte
Provoke est publié au moment même où la vague de protestations portée par le mouvement étudiant (Zengakuren) se transforme en une des émeutes les plus violentes qu'a connues le Japon d'après-guerre .
Durant cette période mouvementée, il existe de nombreuses initiatives artistiques : Gutai Art Association, Groupe Ongaku (en), Tokyo Fluxus, Neo Dada, Hi Red Center, Vivo (Shōmei Tōmatsu), (Experiments in Art and Technology).
La même année, une orientation de la photographie japonaise opposée à celle du groupe Provoke est défendue par le groupe nommé « konpora shashin  » ou « konpora » (abréviation pour le japonais de contemporary photography). Il milite pour une photographie de la banalité quotidienne et défend la neutralité de point de vue,,,,. Les photographes emblématiques sont Suzuki Kiyoshi, Fukase Masahisa et Shigeo Gochō.
Avant cette période, la photographie au Japon est déjà très marquée par de nombreuses personnalités aux styles très différents comme Ken Domon et Shoji Ueda. Le photographe Ōtsuji Kiyoji  (membre du Jikken Kobo collectif d'artistes des années 1950, critique, théoricien de la photographie et enseignant , à la Kuwasawa Design School) ou les fondateurs de l'agence Vivo : Shōmei Tōmatsu et Eikoh Hosoe, auront une influence directe sur le groupe à l'origine de Provoke.

## Les personnalités
Takuma Nakahira d'abord rédacteur dans une revue d'art Gendai no me la quitte en 1965 pour se consacrer à la photographie sous l'impulsion de Shōmei Tōmatsu. Très proche de ce dernier depuis 1963 il est engagé avec Koji Taki pour l'exposition de juin 1968« One Hundred Years of Photography: A Historical Exhibition of Japanese Photographic Expression ». Durant cette période, il se rapproche de Daidō Moriyama et l'invite à rejoindre Provoke pour le second numéro.
Daidō Moriyama sans être un fondateur intègre le groupe Provoke après avoir publié son premier livre « Japan : a photo theatre ». Il a travaillé auparavant avec Eikoh Hosoe. En 1967, 3 ans après Yutaka Takanashi, la « Japan Photo Critics Association » lui avait décerné le « New Artist Award » .
Yutaka Takanashi, quant à lui, rencontre en 1959 le photographe Ōtsuji Kiyoji  et suit ses enseignements à la Kuwasawa Design School , de 1959 à 1961. Il est membre du Nippon Design Center (agence de publicité de Tokyo) quand il fonde Provoke. En 1964, il obtient le 8e Japan Photo Critics Association Newcomer's Award. En 1967, le grand prix des jeunes artistes photographes de la 5e Biennale de Paris lui est attribué.
Kōji Taki, avant de créer Provoke est connu pour ses textes critiques en architecture et son travail photographique autour de l'œuvre naissante de l'architecte Kazuo Shinohara.
Takahiko Okada a publié 2 recueils de poèmes , et participé à un 3e avant 1968.

## Expositions
Des expositions font écho à l'influence de ce magazine devenu légendaire et de l'importance de ce groupe d'artistes photographes pour la photographie japonaise. La création de Provoke est pris comme un repère temporel.
De mars à juin 2007, l'exposition au Getty Center "Art, Anti-Art, Non-Art: Experimentations in the Public Sphere in Postwar Japan, 1950-1970" inclut le groupe d'artistes à l'origine du magazine Provoke au sein des groupes d'artistes du moment. En 2010, le musée d'art de l'université du Michigan (en) reprend cette exposition.
De janvier à février 2012 la Ryerson & Burnham Library intitule son exposition « Rough, Blurred, and Out of Focus: Provoke Magazine and Postwar Japanese Photography » .
D'octobre 2014 à février 2015, le Croker Art Museum nomme son exposition « The Provoke Era, japanese photography from the collection of SFMOMA ».
L'exposition sur la photographie au Japon des années 1960 à 1970 « Zwischen Protest und Performance - Fotografie in Japan 1960 -1975 » à l'Albertina de Vienne en Autriche du 29 janvier au 8 mai 2016 a pris le magazine Provoke comme point de départ ,.
Une exposition, intitulée Provoke — Entre contestation et performance : la photographie au Japon, 1960-1975, a lieu au Bal, à Paris, de septembre à décembre 2016,.

## Les numéros
|               | Provoke 1                                                                     | Provoke 2 | Provoke 3                                                       |
| ------------- | ----------------------------------------------------------------------------- | --- | --------------------------------------------------------------- |
| Thème         |                                                                               | EROS |                                                                 |
|               | Manifeste écrit par Taki et Nakahira, signé également par Okada and Takanashi | Poème de William Blake : Abstinence sows sand all over                                                                    |                                                                 |
| Photographies | Yutaka Takanashi, Koji Taki et Takuma Nakahira                                | Yutaka Takanashi, Daido Moriyama, Takuma Nakahira et Koji Taki. Daidō Moriyama y publie une série de photographies de nus | Yutaka Takanashi, Daido Moriyama, Takuma Nakahira et Koji Taki. |
| Textes        | Takahiko Okada et Koji Taki                                                   | Takahiko Okada | Takahiko Okada et Yoshimasu Gozo                                |
| Format        | 21 x 20,9 cm                                                                  | 18,0 x 24,3 cm | 18,4 x 23,9 cm                                                  |
| Édition       | Publié par Provoke-sha à Tokyo, (auto-édition)                                | Publié par Provoke-sha à Tokyo, (auto-édition)                                                                            | Publié par Provoke-sha à Tokyo, (auto-édition)                  |
| Date          | 1er novembre 1968                                                             | 10 mars 1969 | 10 août 1969                                                    |
| Exemplaire    | 300                                                                           | 500 | 1 000                                                           |
| Pages         | 68                                                                            | 108 | 112                                                             |
| Couverture    | souple                                                                        | souple | souple                                                          |
|               |                                                                               | |                                                                 |

La publication en mars 1970 "First, Throw Out Verisimilitude – Thoughts on photography and language (Mazu tashikarashisa no sekai o suterō – Shashin to gengo no shisō) " est parfois référencée comme les numéros 4 et 5 qui n'existent pas en tant que tels. Les photographies sont de Daido Moriyama, Yutaka Takanashi, Takuma Nakahira and Taki Koji et les textes par Michie Amano, Takehiko Okada, Yutaka Takanashi et Taki Koji. L'éditeur est Tabata Shoten - 348 pages au format : 20,5 x 14,4 cm.